# Google Map Maker
Google Map Maker és una eina que permet a l'usuari modificar els mapes de Google Maps, afegint-hi carreteres, carrils bici, vies de tren, edificis i més. Actualment es troba en procés d'expansió, i, tot i que la interfície d'usuari es troba traduïda al català, el servei encara no està disponible a Catalunya, ja que no es troba dins la llista de regions en funcionament.

## Història
L'Eina es va posar en funcionament el 2008, i des de llavors, no ha parat de créixer, començant per Estats Units, l'eina s'ha anat expandint per tot el món, de fet ja està arrelada els 5 continents.

## Funcionament
El funcionament de Map Maker es divideix en dues etapes : La primera, quan un usuari reporta el problema o correcció gràficament, hi afegeix els detalls i ho valida per la revisió. Llavors aquella correcció, entrarà a un procés de revisió que, tant altres usuaris del servei, com gent de Google podran revisar, acceptar o denegar.
D'altra banda el Map maker ens presenta una UI tipus WYSIWYG on l'usuari pot fer diferents coses com per exemple :

### Afegir un lloc
Aquesta opció de Map Maker et dona la possibilitat d'afegir un lloc al mapa, així doncs et permetrà posar un marcador allà on es trobi el lloc, i a continuació et demanarà un seguit de característiques del lloc.

### Dibuixar una línia
Aquesta eina s'utilitza per als elements que tenen una estructura lineal i allargada, com poden ser : carreteres, vies de tren, rius, carrils bici... El procediment és senzill, només es tracta de dibuixar la línia sobre la imatge del satèl·lit i classificar-la segons el tipus de característiques que presenti la zona per la qual la línia ha estat traçada (camí, autopista, riu...) 

### Dibuixar una figura
Aquesta característica s'usa principalment, per delimitar zones concretes, com un nou barri, una nova urbanització, un complex industrial. El procediment d'aplicació és similar a l'anterior, amb una diferència, que la línia ha d'acabar allà on ha començat.